# Make Me Proud
Make Me Proud (Накарай ме да се гордея) е песен на Дрейк от албума му Take Care, с участието на Ники Минаж.

## Дата на издаване
- САЩ[1] и  Канада[2] – 16 октомври 2011
- Великобритания[3] – 23 октомври 2011

## Позиции в музикалните класации
- Австралия (ARIA Charts) – 95 [4]
- Великобритания (UK R&B Chart) – 16 [5]
- Канада (Canadian Hot 100) – 25[6]
- САЩ (Billboard Hot 100) – 9[7]
- САЩ (Hot R&B/Hip-Hop Songs – Billboard) – 1[8]
- САЩ (Rap Songs – Billboard) – 1[9]

## Сертификации
- САЩ – 1x платинен[10]